# Шевчук, Александр Борисович
Александр Борисович Шевчук (род. 17 мая 1950) — советский и российский военный деятель и педагог, организатор военной науки и образования, доктор военных наук (1997), профессор (1996), генерал-лейтенант (2000). Начальник Военно-инженерной академии (1999—2005). Заслуженный деятель науки Российской Федерации (2004).

## Биография
Родился 17 мая 1950 года в городе Кемь Карело-Финской ССР в семье военнослужащего.
С 1968 года после окончания Калининского суворовского военного училища поступил в Калининградское высшее военно-инженерное командное ордена Ленина Краснознамённое училище имени А. А. Жданова по окончании которого в 1972 году получил специализацию инженера-механика. С 1972 по 1975 год служил в Инженерных войсках в составе Ленинградского военного округа в должностях командира инженерного взвода и инженерно-дорожной роты, начальник штаба — заместитель командира инженерно-позиционного батальона.
С 1975 по 1978 год обучался в Военно-инженерной академии имени В. В. Куйбышева. С 1978 по 1981 год — начальник штаба и заместитель командира понтонно-мостового полка. С 1981 по 1985 год проходил обучение на адъюнктуре Военно-инженерной академии имени В. В. Куйбышева. С 1985 по 1989 год на руководящих инженерно-командных должностях: с 1985 по 1988 год в Ленинградском военном округе — начальник инженерных войск 30-го гвардейского стрелкового корпуса и 6-й общевойсковой армии, с 1988 по 1989 год — начальник штаба и заместитель начальника инженерных войск Забайкальского военного округа.
С 1989 года на научно-педагогической работе в Военно-инженерной академии в должности начальника кафедры фортификации, одновременно с 1990 года являлся председателем диссертационного совета академии, с 1993 по 1999 год — заместитель начальника академии по учебной и научной работе, с 1999 по 2005 год — начальник Военно-инженерной академии. В 1991 году окончил Высшие академические курсы Военной ордена Ленина Краснознамённой ордена Суворова академии Генерального штаба Вооружённых Сил СССР имени К. Е. Ворошилова. В 1996 году А. Б. Шевчуку было присвоено учёное звание профессор, в 1997 году защитил диссертацию на соискание учёной степени доктор военных наук. С 1997 года являлся членом экспертного совета по военной науке и технике, с 1998 года являлся членом диссертационного совета по ученым званиям ВАК при Минобрнауки России.
С 2005 года в запасе. С 2012 года — соучредитель и председатель Санкт-Петербургской региональной общественной организации преподавательского, научного состава, сотрудников, выпускников Военно-инженерной академии и членов их семей.

## Награды
- Орден «За военные заслуги»
- Медаль «За боевые заслуги»
- Медаль К. Д. Ушинского
- Заслуженный деятель науки Российской Федерации (2004)
- Премия Правительства Российской Федерации в области образования (2011)
- Почётный работник высшего профессионального образования Российской Федерации (1999)[2]